# Luís Graça
Luís Miguel da Graça Nunes (16 de agosto de 1972) é um deputado e político português. Ele é deputado à Assembleia da República na XIV legislatura pelo Partido Socialista. Tem uma frequência de Licenciatura em Ciências da Comunicação.